# Graincourt-lès-Havrincourt

Graincourt-lès-Havrincourt este o comună în departamentul Pas-de-Calais, Franța. În 1 ianuarie 2022 avea o populație de 644 de locuitori.